# Grumman Gulfstream I
Die Gulfstream I ist ein zweimotoriges Turboprop-Geschäftsreiseflugzeug des Herstellers Grumman. Die interne Typennummer war G-159.

## Geschichte
Im Jahr 1956 begann Grumman mit der Entwicklung eines zweimotorigen Turboprop-Geschäftsreiseflugzeugs. Das Flugzeug sollte 10 bis 14 Personen transportieren können. Alternativ konnten auch bis zu 24 Passagiere befördert werden. Die Gulfstream I wurde als herkömmlicher Tiefdecker mit Druckkabine und einziehbarem Bugradfahrwerk konstruiert. Als Antrieb wurden zwei Rolls-Royce-Dart-Propellerturbinen verwendet.
Der erste Prototyp flog am 14. August 1958, die Auslieferung begann im Juni 1959. Im Jahr 1969 wurde die Produktion zugunsten der Gulfstream II eingestellt.

## Versionen
- Gulfstream I: Standardversion, von der insgesamt 200 Maschinen gebaut wurden.
- Gulfstream I-C: Umbauten älterer Gulfstream I. Diese Flugzeuge erhielten einen um 3,25 m längeren Rumpf, um insgesamt 38 Passagiere transportieren zu können. Zwischen 1979 und 1980 entstanden fünf Exemplare.
- TC-4C Academe: Version für die US-Navy und das US Marine Corps zur Ausbildung von Navigatoren/Bombenschützen für die A-6 Intruder. Diese Version ist an ihrem birnenförmigen Bugradom zu erkennen. Von dieser Version wurden neun Flugzeuge gebaut.
- VC-4C: VIP-Transportflugzeug für die US Coast Guard. Ausgeliefert wurden zwei Exemplare.

## Militärische Nutzer
Griechenland
 Venezuela
 Vereinigte Staaten

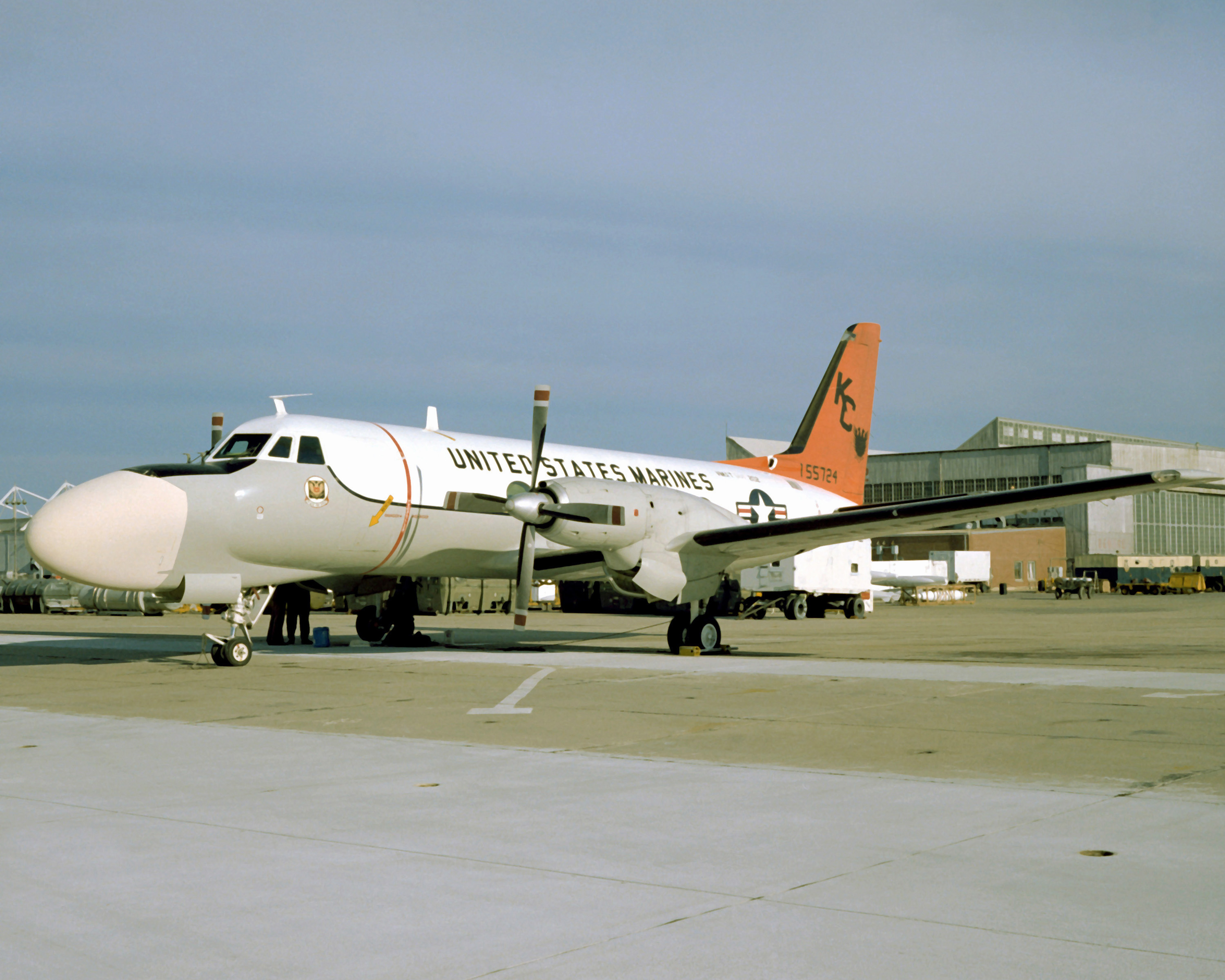
Eine TC-4C zur Ausbildung von Navigatoren/Bombenschützen für die Grumman A-6 der US Marines

- United States Army – Das United States Army Corps of Engineers hatte eine Gulfstream I mit zivilem Farbschema und zivilem Kennzeichen von 1961 bis 1981 in Verwendung. Die US Army hatte mindestens eine Gulfstream I im Einsatz, welche bei Drogendealern konfisziert worden war.[1]
- United States Coast Guard
- United States Navy
- United States Marines

## Technische Daten

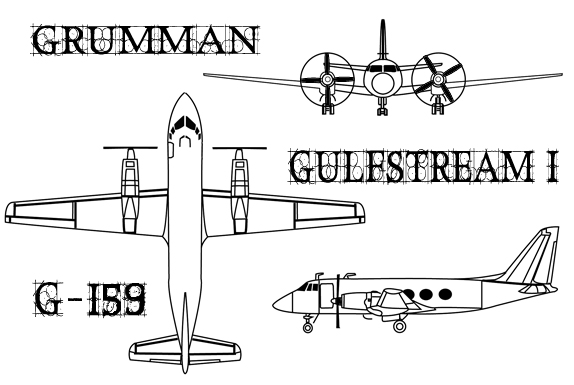
Dreiseitenriss der Gulfstream I

| Kenngröße             | Daten                                                             |
| --------------------- | ----------------------------------------------------------------- |
| Passagiere            | 10–24                                                             |
| Länge                 | 22,96 m                                                           |
| Spannweite            | 23,88 m                                                           |
| Höhe                  | 7,01 m                                                            |
| Flügelfläche          | 56,70 m²                                                          |
| Flügelstreckung       | 10,1                                                              |
| Leermasse             | 10.747 kg                                                         |
| max. Startmasse       | 16.329 kg                                                         |
| Höchstgeschwindigkeit | 571 km/h (mit mittlerer Betriebsmasse)                            |
| Dienstgipfelhöhe      | 9.145 m                                                           |
| Reichweite            | 805 km (mit max. Nutzlast und IFR-Reserve)                        |
| Triebwerk             | 2 × Rolls-Royce Dart Mk 529-8X Turboprop mit je 1484 kW (2018 PS) |

## Zwischenfälle
- Eine von der kenianischen Regierung gecharterte Grumman G-159 Gulfstream I der African Commuter Services (Luftfahrzeugkennzeichen 5Y-EMJ) gewann am 24. Januar 2003 nach dem Start vom Flughafen Busia, Kenia, nicht genug Höhe und kollidierte mit Hindernissen. Drei Personen wurden getötet, unter anderem der kenianische Arbeitsminister. Die Untersuchungen ergaben große Irregularitäten beim Betrieb der Maschine in Bezug auf Piloten, Wartung und vorherige Beschädigungen (siehe auch Flugunfall einer Grumman Gulfstream I in Busia).[2]